# U 83 (U-Boot, 1916)
U 83 war ein diesel-elektrisches U-Boot der deutschen Kaiserlichen Marine, das im Ersten Weltkrieg zum Einsatz kam. Das U-Boot wurde am 17. Februar 1917 südwestlich von Irland durch Artillerie der britischen U-Boot-Falle Farnborough versenkt. Nur ein Besatzungsmitglied überlebte den Beschuss.

## Einsätze
U 83 lief am 13. Juli 1916 bei der Germaniawerft in Kiel vom Stapel und wurde am 6. September 1916 in Dienst gestellt. Ab Ende Oktober 1916 war das Boot der IV. U-Boot-Flottille in Emden und Borkum zugeordnet. Der erste und einzige Kommandant war Kapitänleutnant Bruno Hoppe.
U 83 führte während des Ersten Weltkriegs zwei Operationen in der Nordsee und im östlichen Nordatlantik durch. Dabei wurden fünf Handelsschiffe mit einer Gesamttonnage von 6.286 Bruttoregistertonnen (BRT) versenkt. Darunter befand sich neben Schiffen kriegführender Mächte auch ein neutrales Segelschiff unter schwedischer Flagge.
Das größte von U 83 versenkte Schiff war der britische Frachter Crown Point (5.218 BRT), der am 6. Februar 1917 westlich der Scilly-Inseln angegriffen wurde. Das Schiff befand sich auf einer Fahrt von London nach Philadelphia. Sieben Menschen kamen bei dem Untergang ums Leben.

## Verbleib
Am 17. Februar 1917 sichtete die Besatzung von U 83 südwestlich von Irland ein augenscheinlich alleinfahrendes Handelsschiff. In Wahrheit war es jedoch die britische U-Boot-Falle Farnborough, deren Kommandant, Gordon Campbell, auf deutsche U-Boote lauerte, um sie durch versteckt positionierte Geschütze zu versenken. Kapitänleutnant Hoppe ging jedoch zur Sicherheit auf Sehrohrtiefe und schoss getaucht einen Torpedo auf das Ziel ab. Der Torpedo traf die Farnborough am Maschinenraum und ein Teil der Besatzung täuschte ein fluchtartiges Verlassen des Schiffes vor. Auch als bereits Rettungsboote mit vermeintlich zivilen Schiffbrüchigen im Wasser trieben, blieb U 83 getaucht. Erst als das U-Boot die schwer beschädigte Farnborough umrundet hatte, befand Hoppe sie für ungefährlich und ließ in etwa 100 Metern Entfernung auftauchen. Sofort stieg auf der Farnborough die britische Seekriegsflagge empor und Artillerie schoss auf U 83. Eine der ersten Granaten enthauptete den auf der U-Boot-Brücke stehenden Hoppe. U 83 sank unter dem Beschuss von insgesamt 45 Granaten auf der Position 51° 34′ N, 11° 23′ W. Nach dem Untergang schwammen zunächst acht Überlebende im Wasser, von denen jedoch nur zwei gerettet werden konnten. Einer davon erlag bald darauf seinen schweren Verletzungen.
Die beschädigte Farnborough konnte noch bis Erreichen von Berehaven an der irischen Südwestküste über Wasser gehalten werden und wurde dort auf Grund gesetzt. Kommandant und Mannschaft wurden für die Versenkung von U 83 hoch ausgezeichnet.

## Sonstiges
U 83 bewies, wie auch seine Schwesterboote, eine hohe Seetauglichkeit. Die Serie wurde zum Vorbild für den Typ IX und ausländische Entwürfe.
Der Kommandant von U 83, Bruno Hoppe, hatte als Kommandant von U 22 irrtümlich U 7 versenkt, das erste deutsche U-Boot, das durch Eigenbeschuss verloren ging.